# Wadesboro (Caroline du Nord)
La ville de Wadesboro est le siège du comté d'Anson, situé en Caroline du Nord, aux États-Unis. En 2010, sa population est de 5 813 habitants.

## Histoire
À l'origine appelée Newtown, la ville a été rebaptisée en 1783 en l'honneur du colonel Thomas Wade après son service avec les Minutemen dans la guerre révolutionnaire.
En 1900, les scientifiques ont déterminé que Wadesboro serait le meilleur emplacement en Amérique du Nord pour voir une éclipse solaire totale attendue. Le Smithsonian Astrophysical Observatory, basé à Washington, a chargé plusieurs wagons de chemin de fer avec du matériel scientifique et a investi la ville.
Les lieux historiques de la ville sont 
- La Boggan-Hammond House and Alexander Little Wing (en),
- Le United States Post Office (en)
- Le Wadesboro Downtown Historic District (en)

## Démographie
| 1850 | 1870 | 1880 | 1890  | 1900  | 1910  |
| ---- | ---- | ---- | ----- | ----- | ----- |
| 460  | 480  | 800  | 1 198 | 1 546 | 2 376 |

| 1920  | 1930  | 1940  | 1950  | 1960  | 1970  |
| ----- | ----- | ----- | ----- | ----- | ----- |
| 2 648 | 3 124 | 3 587 | 3 408 | 3 744 | 3 977 |

| 1980  | 1990  | 2000  | 2010  | - | - |
| ----- | ----- | ----- | ----- | - | - |
| 4 206 | 3 645 | 3 552 | 5 813 | - | - |